# Hải Linh
Hải Linh (1920-1988) là một nhạc sĩ và nhạc sư Công giáo. Ông được đánh giá là một trong "Những tên tuổi lớn của nền Thánh nhạc Việt Nam đã được đào tạo về âm nhạc và Thánh nhạc tại nước ngoài" có những đóng góp quan trọng cho sự phát triển của Thánh nhạc Việt Nam.

## Sơ lược cuộc đời
Ông tên thật là Trần Văn Linh, sinh ngày 4 tháng 10 năm 1920, trong một gia đình Công giáo sùng đạo ở Giáo phận Phát Diệm, Ninh Bình. Ông có tên thánh là Phanxicô. Trong cuộc đời mình, ngoài 2 bút danh thường dùng là Hải Linh, Minh Đệ, ông còn dùng nhiều tên khác như Phanxico Assisi Trần Văn Đệ, Trần Văn Trị.
Thuở nhỏ, ông theo học ở trường Thử ở Trung Linh (Nam Định). Năm 16 tuổi, ông vào học ở Tiểu chủng viện Ninh Cường. Đến năm 18 tuổi, ông học tại trường Thầy Giảng (Bùi Chu) và sau đó được giữ lại để dạy Pháp văn và âm nhạc tại trường. Thời gian này, ông bắt đầu sáng tác một số bài hát đạo cũng như đời..
Ngày 1 tháng 5 năm 1951, ông theo học nhạc tại Viện Giáo nhạc thuộc Học viện Công giáo Paris (Institut Catholique de Paris), đồng thời học sáng tác tại Nhạc viện César Frenck do giáo sư Guy de Lioncourt làm giám đốc. Ông tốt nghiệp hạng ưu năm 1956 tại đây với luận án "La Couleur Vietnamienne dans le chant Grégorien"..
Năm 1956, ông trở về Việt Nam, dạy hợp ca tại Viện Quốc gia âm nhạc. Ông cũng thành lập Ca đoàn Hồn Nước nhằm thực hiện hoài bão của mình là trình tấu sống động các tác phẩm được soạn ra bằng một lối viết thoáng mỏng theo tinh thần Á Đông..
Năm 1961, ông nhận được học bổng sang nghiên cứu âm nhạc, giáo dục tại Đại học Ohio (Hoa Kỳ). Từ năm 1970 đến năm 1975, ông dạy nhạc tại Đại học Đà Lạt và tham gia Ủy ban Thánh Nhạc toàn quốc. Từ năm 1973 đến đầu năm 1975, ông làm Phân khoa trưởng của Phân khoa Âm nhạc Viện Đại học Đà Lạt..
Sau năm 1975, ông không tham gia các hoạt động âm nhạc công khai dù vẫn sáng tác và dạy nhạc trong cộng đồng Công giáo tại Việt Nam. Ông đã hướng dẫn 2 lớp ca trưởng tại nhà thờ Huyện Sỹ, đường Bùi Chu, quận 1, cho đến khi đi xuất cảnh sang Hoa Kỳ.
Ngày 8 tháng 5 năm 1986, ông xuất cảnh theo diện đoàn tụ gia đình tại New Orleans (Louisiana, Hoa Kỳ). Tại Mỹ, ông trở lại hoạt động âm nhạc trong cộng đồng người Việt tại Mỹ với việc mở các lớp Ca trưởng ở nhiều Tiểu bang khác nhau (New Orleans (LA), California, Portland (Oregon), Missouri, Texas…); đồng thời, tập luyện cho nhiều ca đoàn ở nhiều nơi khác nhau để hát trong nhiều dịp lễ.
Ông qua đời ngày 6 tháng 1 năm 1988 tại bệnh viện Fountain Valley, Los Angeles vì một cơn nhồi máu cơ tim.

## Sự nghiệp âm nhạc
Nhạc sư Hải Linh được xem là một trong Những tên tuổi lớn của nền Thánh nhạc Việt Nam đã được đào tạo về âm nhạc và Thánh nhạc tại nước ngoài có những đóng góp quan trọng cho sự phát triển của Thánh nhạc Việt Nam. Là một trong những " tác giả sáng tác trong những ngày đầu tiên khai sinh nền Thánh nhạc Việt Nam"', một số tác phẩm của ông đã được đưa vào "Tuyển tập Thánh ca Việt Nam" (quyển I), công trình chào mừng Năm Thánh 2010, kỷ niệm 50 năm thiết lập Hàng Giáo phẩm tại Việt Nam.
Đánh giá về sự nghiệp sáng tác của Nhạc sĩ Hải Linh, Linh mục An-rê Đỗ Xuân Quế, nguyên Trưởng ban Thánh nhạc Giáo phận Thành phố Hồ Chí Minh nhận xét:
| “ | "Nhạc sĩ Hải Linh là người có thực tài và đã đem tài năng ra để phụng sự nền Thánh nhạc trong suốt đời Ông, đặc biệt trong ba thập niên 40, 50 và 60 lúc nền Thánh nhạc Việt Nam còn trong giai đoạn khai sáng. Ông là một trong những người có công đầu trong giai đoạn khai sáng ấy và đã đào tạo được một số môn đệ sáng tác ca khúc và điều khiển ca đoàn giỏi tiếp tục nối nghiệp ông". | ” |

.
Giáo sư Tiến sĩ Trần Văn Khê nhận xét về ông: 
| “   | Hải Linh đã học nhiều điều trong dân ca và đem ra áp dụng trong nhạc Công giáo, tức Thánh ca, rất thành công vì có được màu sắc dân tộc. | ” |
| — . | |   |

Nhạc sĩ Phạm Duy đánh giá những tác phẩm tiêu biểu của ông là những "Viên Ngọc quý giá nhất của Dân tộc Việt".
Ngoài việc sáng tác và giảng dạy âm nhạc, ông còn là một ca trưởng điêu luyện và thuần thục trong rất nhiều chương trình lớn. Tháng 7 năm 1986, tại Hội nghị Thánh nhạc Hoa Kỳ, trước khoảng 800 ca nhạc sĩ, nhạc công Hoa Kỳ, nhạc sư Hải Linh đã điều khiển Ban Hợp ca Việt Nam gồm 80 ca viên. Sau phần biểu diễn, Chủ tịch Hội nghị Thánh nhạc Hoa Kỳ, Linh mục Virgil C. Funk đã có nhận xét: ""Tôi không có một lời nào xứng đáng để ca tụng tài năng nghệ thuật của ông. Tất cả đều được đặt dưới bàn tay điêu luyện của ông…"".

## Những tác phẩm tiêu biểu
Hải Linh là một trong những người tiên phong gây dựng phong trào hợp ca của nền Thánh nhạc Việt Nam. Trong sự nghiệp âm nhạc của mình, ông đã sáng tác hơn 300 tác phẩm, với nhiều bản hợp xướng được biết đến. Nhạc phẩm "Hang Bê Lem", ông sáng tác năm 1945, được cho là một trong những tác phẩm Thánh ca "bất hủ" . Nhạc phẩm này được nhiều người biết đến do " lời nhạc gần gũi, giản dị, sáng trong và tồn mãi trong lòng mọi người" ..

### Một số nhạc phẩm Công giáo được biết đến
| - Hang Bê Lem - Bài ca khải hoàn - Nữ vương Hòa Bình - Lời nguyện cầu cho quê hương (Mẹ ơi! Đoái thương xem nước Việt Nam) - Bến Thiên Đàng - Ra đời - Chúa Khải Hoàn - Tán tụng hồng ân - Chúc tụng Thánh Giuse - Tiếng nhạc oai hùng - Tình Chúa yêu tôi - Hồng ân Thiên Chúa - Trường ca Ave Maria |  | - Khúc ca mặt trời - Trường ca Các tạo vật - Khúc nhạc Cảm tạ - Trường ca Ngợi khen - Ngài là Thiên Chúa (Te Deum) - Vinh danh Thiên Chúa - Nhân chứng đức tin - Yêu con đời đời. - Ngày nay con đến (Nữ Vương Mân Côi) |

### Một số nhạc phẩm khác được biết đến
| - Bướm trắng - Hương quê - Chinh phụ ngâm - Lòng mẹ - Cóc quân - Nhạc Việt - Cung đàn bạc mệnh - Ra khơi |  | - Đà Lạt trăng mờ - Thằng Bờm - Đồng tiền Vạn Lịch - Thơ thơ - Hò Non Nước - Tiếng thu - Hoan ca Mùa trường xuân - Tình nước non. |

Ngoài ra, ông còn là tác giả của 3 tập tài liệu đào tạo Ca trưởng là:
- Ngũ cung (tiếng Anh).
- Couleur Grégorien dans le chant Vietnamienne (tiếng Pháp).
- Tìm hiểu nhạc Ngũ Âm.